# Campo Novo do Parecis
Campo Novo do Parecis es una ciudad del estado brasileño de Mato Grosso. Se trata de una localidad que dispone de municipio desde 1988, aunque el primer asentamiento conocido se debe a Marechal Cândido Rondon en 1907. Tiene un clima tropical con una temperatura media de 30 °C y precipitaciones medias anuales entre 1900 y 2400 mm. Este municipio está bañado por siete ríos y existe un área indígena de 2.826 km, con cinco aldeas conocidas: Bacaval, Seringal, Bacaiuval, Sacre II, y Quatro Cachoeiras.